# Allen Holubar
Allen Joseph Holubar, né le 3 août 1888 à San Francisco (Californie) et mort le 20 novembre 1923 à Los Angeles (Californie), est un acteur, réalisateur, scénariste et producteur américain, connu comme Allen Holubar (ou Allen J. Holubar).

## Biographie

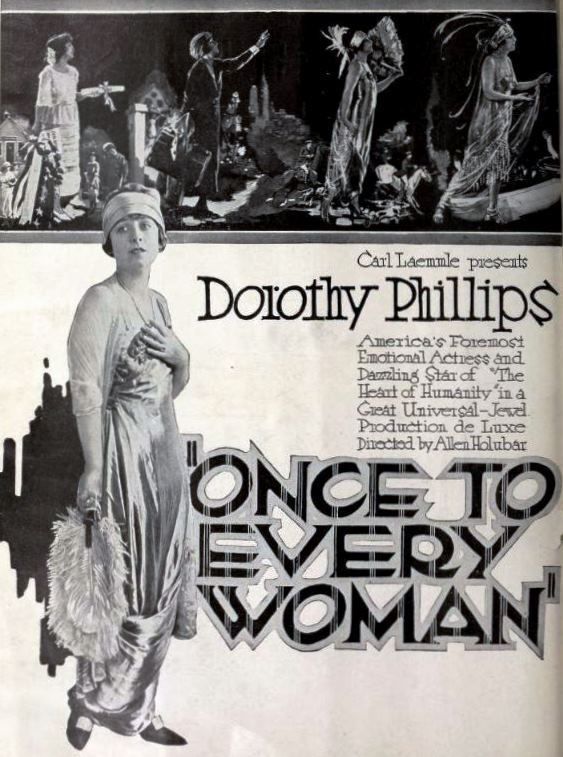
L'oiseau s'envole (1920, image promotionnelle), avec Dorothy Phillips

Allen Holubar débute au cinéma comme acteur, dans un court métrage de 1913. Il apparaît dans trente-sept autres films américains jusqu'en 1917, son rôle sans doute le plus connu étant celui du capitaine Nemo dans Vingt Mille lieues sous les mers de Stuart Paton (1916).
Comme réalisateur, on lui doit trente-trois films américains sortis entre 1916 et 1923, année de sa mort prématurée, à 35 ans, des suites d'une pneumonie (sa carrière se déroulant donc exclusivement durant la période du muet). Mentionnons le court métrage The War Waif (1917, avec Zoe Rae et Irene Hunt) et le long métrage L'oiseau s'envole (1920). Ce dernier a pour vedette Dorothy Phillips (1889-1980), son épouse de 1912 jusqu'à sa mort en 1923 et qui joue dans plusieurs de ses films.
Comme scénariste, il contribue à dix-huit films qu'il réalise de 1916 à 1922, dont L'oiseau s'envole et La Fille du pirate (1922, avec Dorothy Phillips et Robert Ellis). Enfin, il est producteur de quatre films (1921-1923) qu'il réalise également, dont La Fille du pirate et La Chaîne brisée (1922, avec Malcolm McGregor et Colleen Moore).

## Filmographie partielle

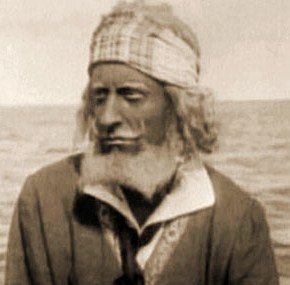
Vingt Mille lieues sous les mers (1916) :
capitaine Nemo

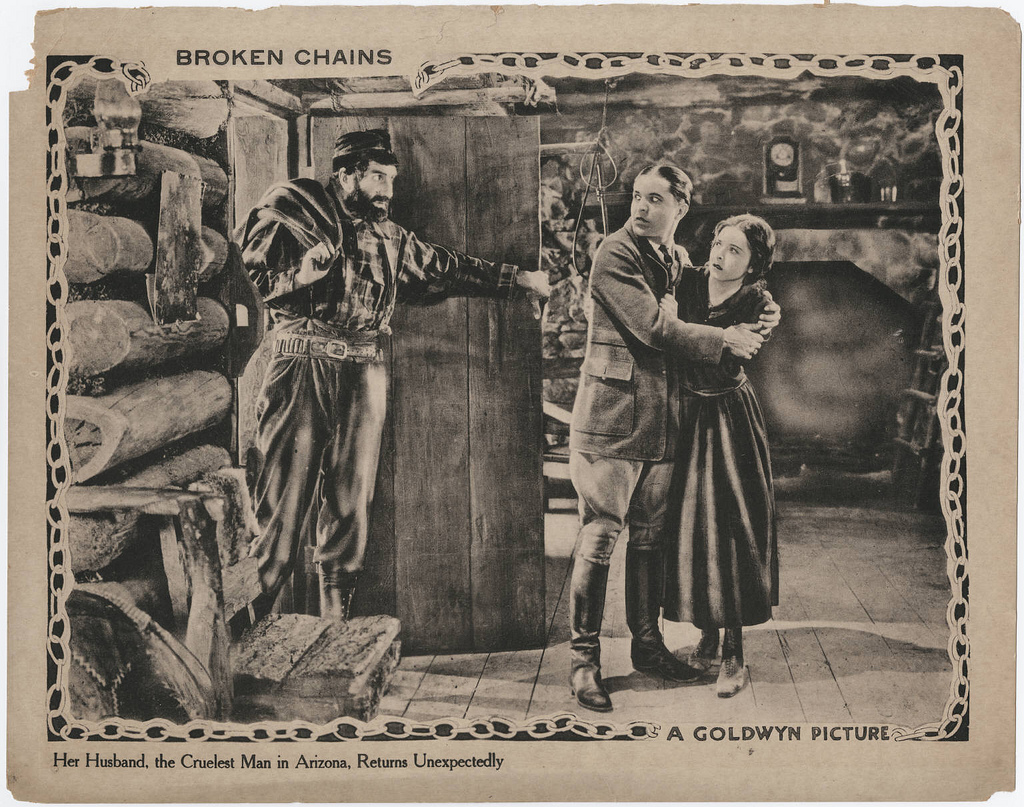
La Chaîne brisée (1922, image promotionnelle) :
Ernest Torrence, Malcolm McGregor et Colleen Moore (de g. à d.)

### Comme acteur uniquement
- 1913 : Into the North de Theodore Wharton (court métrage) : le président de la banque
- 1914 : The Story the Clock Told de Stuart Paton (court métrage) : le petit ami perdu de Janet
- 1915 : A Gentleman of Art de Stuart Paton (court métrage) : le fils de Hough
- 1916 : Vingt Mille lieues sous les mers (20,000 Leagues Under the Sea) de Stuart Paton : capitaine Nemo

### Comme réalisateur
(+ autres fonctions le cas échéant)
- 1916 : The Health Road (court métrage ; + scénariste et acteur : Stephen Van Dyck)
- 1916 : The Shadow (court métrage ; + acteur : Dick)
- 1917 : Heart Strings (en) (+ acteur : Dr John McLean)
- 1917 : The War Waif (court métrage ; + acteur : colonel Daw)
- 1917 : Les Sirènes de la mer (en) (Sirens of the Sea) (+ scénariste)
- 1918 : Une âme à vendre (en) (A Soul for Sale)
- 1918 : La Caution (The Mortgaged Wife) (+ scénariste)
- 1918 : La Flamme et le Papillon (The Talk of the Town) (+ scénariste)
- 1918 : Pour l'humanité (The Heart of Humanity) (+ scénariste)
- 1919 : Le Dédit (en) (Paid in Advance) (+ scénariste)
- 1920 : L'oiseau s'envole (Once to Every Woman) (+ scénariste)
- 1921 : Vox femina (en) (Man–Woman–Marriage) (+ scénariste et producteur)
- 1922 : La Fille du pirate (Hurricane's Gal) (+ scénariste et producteur)
- 1922 : La Chaîne brisée (Broken Chains) (+ producteur)
- 1923 : Slander the Woman (en) (+ producteur)